# Hell in a Cell 2020
Hell in a Cell (2020) was een professioneel worstel-pay-per-view (PPV) en WWE Network evenement dat geproduceerd werd door WWE voor hun Raw en SmackDown brands. Het was de 12e editie van Hell in a Cell en vond plaats 25 oktober 2020 in het Amway Center (ThunderDome met virtueel publiek) in Orlando, Florida.

## Matches
| Nr. | Match                                                               | Winnaar(s)    | Opmerkingen                                                                                  | Bron  |
| --- | ------------------------------------------------------------------- | ------------- | -------------------------------------------------------------------------------------------- | ----- |
| 1p  | R-Truth (c) vs. Drew Gulak                                          | R-Truth       | Eén-op-één match voor het WWE 24/7 Championship.                                             | [ 2 ] |
| 2   | Roman Reigns (c) (met Paul Heyman) vs. Jey Uso                      | Roman Reigns  | Hell in a Cell "I Quit" Match voor het WWE Universal Championship.                           | [ 2 ] |
| 3   | Elias vs. Jeff Hardy                                                | Elias         | Eén-op-één match. Elias won door diskwalificatie.                                            | [ 2 ] |
| 4   | The Miz (met John Morrison) vs. Otis (contract houder) (met Tucker) | The Miz       | Eén-op-één match voor het Money in the Bank contract.                                        | [ 2 ] |
| 5   | Sasha Banks vs. Bayley (c)                                          | Sasha Banks   | Hell in a Cell match voor het WWE SmackDown Women's Championship. Banks won door submission. | [ 2 ] |
| 6   | Bobby Lashley (c) vs. SLAPJACK                                      | Bobby Lashley | Eén-op-één match voor het WWE United States Championship.                                    | [ 2 ] |
| 7   | Randy Orton vs. Drew McIntyre (c)                                   | Randy Orton   | Hell in a Cell match voor het WWE Championship.                                              | [ 2 ] |